# تی‌وی۵ موند
تی‌وی۵ موند (به فرانسوی: [TI ششم sɛk mɔd])، تلطیف عنوان TiVi5 MONDE، یک تلویزیون پولی بین‌المللی است که در پایان ماه ژانویه ۲۰۱۲ راه‌اندازی شده‌است. برنامه‌های این شبکه عمدتاً برای کودکان فرانسوی‌زبان آفریقایی (۴–۱۳ سال) پخش می‌شود و هدف اصلی آن آموزش زبان فرانسوی به کودکان خردسال از طریق برنامه‌های اختصاصی است.